# 林間田園都市駅
林間田園都市駅（りんかんでんえんとしえき）は、和歌山県橋本市三石台一丁目にある、南海電気鉄道高野線の駅。駅番号はNK75。

## 概要
南海が開発する大規模なニュータウンである南海橋本林間田園都市の玄関口となる駅。高野線の営業列車は全列車が停車する。
和歌山県の県庁所在地かつ最大の都市は和歌山市であるが、当駅のほうが大阪市や堺市に近く（難波駅・天下茶屋駅から約30-40分、堺東駅から約20-30分、金剛駅から約10-20分）、深夜急行バスなども充実している。
難波方面からの列車は1時間に1本程度当駅で折り返す。また区間急行は当駅までの運転である。快速急行難波行きは当駅で始発の区間急行難波行きに接続する。
快速急行は当駅以南（橋本・極楽橋方面）各駅に停車する。すなわち当駅以南では特急以外の全ての列車が各駅に停車する。
第4回近畿の駅百選に認定された。

## 歴史
- 1981年（昭和56年）
  - 5月22日：駅建設工事着工[2]。
  - 11月22日：単線区間であった紀見峠駅 - 御幸辻駅間の複線化工事の一環として同区間単線のまま開業[1]。開業当初は上りホーム（現在の3番線ホーム）のみ使用[3]。
- 1983年（昭和58年）6月5日：同区間の複線化工事が完了。
- 1990年（平成2年）7月1日：南海高野線の難波駅 - 橋本駅間の特急（通称「H特急」、特急「りんかん」の前身）停車駅となる[4]。
- 1992年（平成4年）11月10日：特急「こうや」の停車駅となり、全列車停車駅に昇格[5]。
- 2011年（平成23年）3月：バリアフリー化工事が完成。
- 2012年（平成24年）4月1日：駅ナンバリングが導入され、使用を開始[6][7]。

## 駅構造
島式ホーム2面4線のうち一つの島式ホームの片側に線路が敷設されていない2面3線を有する地上駅で、橋上駅舎を持つ。ホーム有効長は8両。使われていないのりばは柵で封じられている。改札口は1か所のみである。
2・3番線が主本線であるが、当駅折返し難波方面列車が2番線に発着するのは、渡り線が2番線の線路につながっているからである。2番線に当駅折り返し列車（または回送列車）が停車している場合は橋本・高野山方面の列車は待避線である1番線に発着する。

### のりば
| のりば | 路線   | 方向 | 行先       | 備考         |
| ------ | ------ | ---- | ---------- | ------------ |
| 1      | 高野線 | 下り | 高野山方面 | 待避線       |
| 2      | 高野線 | 下り | 高野山方面 | 本線         |
| 2      | 高野線 | 上り | なんば方面 | 折り返しのみ |
| 3      | 高野線 | 上り | なんば方面 | 本線         |

当駅始発列車は3番線からも発車するが、これは小原田車庫送り出しを兼ねたものである。
駅設備
- 自動券売機（2台）
- 定期券自動券売機（ピンク色の券売機）
- 特急券自動券売機（難波方面・3番線のみ）
- エスカレーター3台（全て上り。1・2番線ホーム→改札口、3番線ホーム→改札口、改札口外→地上部）
- トイレ（改札外）
- 公衆電話（グレー色カード式）改札外自動券売機横
- 各ホーム待合室

2000年代以降、大阪府内の高野線の駅（三日市町駅・金剛駅・北野田駅・堺東駅）などでは大規模な改修工事（バリアフリー化）が行われている一方、当駅は特急自動券売機と定期券自動券売機が設置された程度で列車案内機やエレベーターは設置されていなかったが、2010年7月から、エレベーター3基（地上から改札階1基、改札階からホーム2基）やLED発車標を設置するバリアフリー工事が行われ、翌2011年3月に完成した。
地上部にはレストラン「コロンブス」がある。
また、以前は改札外（トイレ入り口横付近）に売店があったが2007年7月31日よりコロンブス横に新店舗がオープンし、旧店舗があったスペースはドリンクコーナー（各種自動販売機を設置）へと改装されたのち、現在は多目的トイレが設置されている。駅舎西出口には三井住友銀行のATM、郵便ポスト、証明写真機、飲料自動販売機がある。
2006年2月上旬に新式の駅名標への更新が行われるまでは、当駅の駅名標にはローマ字で「RINKAN DENEN TOSHI」と記載されていた（この表記では「りんかんでねんとし」と誤読される恐れがあった）。更新後は、鉄道掲示基準規程の準則に対応したものに改められ、「RINKANDEN-ENTOSHI」と記載されている。

## 利用状況
2024年（令和6年）度の1日平均乗降人員は6,216人で、南海の駅（100駅）では44位である。
各年度の1日平均乗降人員数は下表のとおり。
| 年度               | 1日平均 乗降人員 | 順位 | 出典                      |
| ------------------ | ---------------- | ---- | ------------------------- |
| 1985年（昭和60年） | 2,830            | -    | [ 県統計 1 ]              |
| 1990年（平成02年） | 7,341            | -    | [ 県統計 1 ] [ 市統計 1 ] |
| 1991年（平成03年） | 8,595            | -    | [ 市統計 1 ]              |
| 1992年（平成04年） | 9,664            | -    | [ 市統計 1 ]              |
| 1993年（平成05年） | 10,941           | -    | [ 市統計 1 ]              |
| 1994年（平成06年） | 11,762           | -    | [ 市統計 1 ]              |
| 1995年（平成07年） | 12,487           | -    | [ 県統計 1 ] [ 市統計 1 ] |
| 1996年（平成08年） | 12,743           | -    | [ 市統計 1 ]              |
| 1997年（平成09年） | 12,697           | -    | [ 市統計 1 ]              |
| 1998年（平成10年） | 13,274           | -    | [ 市統計 1 ]              |
| 1999年（平成11年） | 13,388           | -    | [ 市統計 1 ]              |
| 2000年（平成12年） | 13,348           | -    | [ 県統計 1 ] [ 市統計 1 ] |
| 2001年（平成13年） | 13,325           | -    | [ 県統計 1 ] [ 市統計 1 ] |
| 2002年（平成14年） | 13,064           | -    | [ 県統計 1 ] [ 市統計 1 ] |
| 2003年（平成15年） | 12,831           | -    | [ 県統計 1 ] [ 市統計 1 ] |
| 2004年（平成16年） | 12,706           | 24位 | [ 県統計 1 ] [ 市統計 1 ] |
| 2005年（平成17年） | 12,477           | -    | [ 県統計 1 ] [ 市統計 1 ] |
| 2006年（平成18年） | 12,453           | -    | [ 県統計 1 ] [ 市統計 2 ] |
| 2007年（平成19年） | 12,394           | -    | [ 県統計 1 ] [ 市統計 2 ] |
| 2008年（平成20年） | 12,058           | -    | [ 県統計 1 ]              |
| 2009年（平成21年） | 11,445           | -    | [ 県統計 1 ]              |
| 2010年（平成22年） | 11,013           | -    | [ 県統計 1 ]              |
| 2011年（平成23年） | 10,632           | 26位 | [ 県統計 1 ]              |
| 2012年（平成24年） | 10,164           | 26位 | [ 県統計 1 ]              |
| 2013年（平成25年） | 8,973            | 26位 | [ 県統計 1 ]              |
| 2014年（平成26年） | 9,211            | 29位 | [ 県統計 1 ]              |
| 2015年（平成27年） | 8,974            | 31位 | [ 県統計 1 ]              |
| 2016年（平成28年） | 8,666            | 34位 | [ 県統計 1 ]              |
| 2017年（平成29年） | 8,355            | 36位 | [ 県統計 1 ]              |
| 2018年（平成30年） | 8,161            | 37位 | [ 県統計 1 ]              |
| 2019年（令和元年） | 7,945            | 39位 | [ 県統計 1 ]              |
| 2020年（令和02年） | 5,931            | 40位 | [ 南海 2 ]                |
| 2021年（令和03年） | 5,801            | 41位 | [ 南海 3 ]                |
| 2022年（令和04年） | 6,262            | 42位 | [ 南海 3 ]                |
| 2023年（令和05年） | 6,303            | 43位 | [ 南海 3 ]                |
| 2024年（令和06年） | 6,216            | 44位 | [ 南海 1 ]                |

## 駅周辺
南海が開発を進めているニュータウンの南海橋本林間田園都市（三石台、城山台、小峰台、彩の台）が広がる。ニュータウンに先立って南海が開場させた橋本カントリークラブが小峰台の南にあり、当駅からクラブカーが運行されている。
西口には駅前広場・タクシー乗り場・バス乗り場と、専門店街「フォレストはしもと」がある。駅北西にはスーパーマーケットのマツゲン、医薬品や日用品を扱うドラッグストアのサンドラッグ、100円ショップの セリアがある。また、東側には駅に直結したマンション「グリーンコート壱番館」があり、雨に濡れず駅まで行くことが可能である。

### 学校
- 橋本市立
  - 紀見北中学校
  - 紀見東中学校
  - 三石小学校
  - 城山小学校
- 初芝橋本中学校・高等学校（駅から生徒専用の直行バスあり）

### 所在施設
- フォレストはしもと
  - 橋本三石台郵便局
- マツゲン橋本林間店（旧オークワ橋本林間店跡地）
- サンドラッグ橋本林間店
- セリア橋本林間店
- 蓮香寺 城山台分院（橋本市高野口町伏原に本院がある）
- 橋本市立病院（駅から路線バスが運行）
- 吉川こどもクリニック
- 国道371号
- 橋谷大橋
- 橋本カントリークラブ（クラブカーで約10分）

### 金融機関
- 紀陽銀行橋本林間支店
- 南都銀行橋本支店 林間駅前出張所

### バス

#### 路線バス
- 南海りんかんバス
  - のりば1 あやの台・車庫前（直行）
  - のりば2 紀見ヶ丘・城野
  - のりば3 城山台・小峰台・初芝橋本高校前・橋本市民病院前・アルバック前・あやの台（橋本市民病院経由）

#### 深夜急行バス
- 南海バス（運休中）
  - 南海深夜急行バス（降車のみ/当バス停が終点）

## 隣の駅
南海電気鉄道
 高野線
- ■特急「こうや」「りんかん」停車駅

■快速急行（当駅 - 極楽橋駅間の各駅に停車）
美加の台駅 (NK71) - 林間田園都市駅 (NK75) - 御幸辻駅 (NK76)
■急行・■各停
紀見峠駅 (NK74) - 林間田園都市駅 (NK75) - 御幸辻駅 (NK76)
■区間急行（当駅 - 北野田駅間の各駅に停車）
紀見峠駅 (NK74) - 林間田園都市駅 (NK75)

#### 本文中の出典
1. 1 2  「私鉄年表」『私鉄車両編成表 -全国版- '82年版』ジェー・アール・アール、1982年3月1日、135頁。
2. ↑  南海電気鉄道『複線化工事の記録 高野線（河内長野〜橋本間）』南海電気鉄道、1997年、93、94頁。
3. ↑  南海電気鉄道『複線化工事の記録 高野線（河内長野〜橋本間）』南海電気鉄道、1997年、83、94頁。
4. ↑  南海電気鉄道『南海二世紀に入って十年の歩み』1995年、71,108頁。
5. ↑  南海電気鉄道『南海二世紀に入って十年の歩み』1995年、71,109頁。
6. ↑  “南海 駅ナンバリング 導入”. 鉄道コム (2012年2月27日). 2023年2月13日時点のオリジナルよりアーカイブ。2023年2月13日閲覧。
7. ↑  “南海電鉄全駅に「駅ナンバリング」を導入します”.   南海電鉄. 2021年10月28日時点のオリジナルよりアーカイブ。2023年2月13日閲覧。
8. ↑  “林間田園都市駅 立体構内図”.   南海電気鉄道. 2023年6月11日閲覧。
9. ↑  2005年10月16日より設定された。

#### 利用状況の出典
和歌山県公共交通機関等資料集
1. 1 2 3 4 5 6 7 8 9 10 11 12 13 14 15 16 17 18 19 20 21 22 23  令和元年度和歌山県公共交通機関等資料集 - ウェイバックマシン（2021年1月24日アーカイブ分）、和歌山県企画部地域振興局総合交通政策課、2021年11月06日閲覧

橋本市統計要覧
1. 1 2 3 4 5 6 7 8 9 10 11 12 13 14 15 16  橋本市統計要覧（2006年度版）19.鉄道　南海電鉄駅別乗降人員（日平均） (PDF) 、橋本市、2021年11月6日閲覧
2. 1 2  橋本市統計要覧（2016年度版）19.鉄道　南海電鉄駅別乗降人員（日平均） (PDF) 、橋本市、2021年11月6日閲覧

南海電気鉄道の1日平均利用客数
1. 1 2 3 4  南海電気鉄道株式会社 (2025年7月). “2025 HAND BOOK NANKAI”. p. 35. 2025年8月8日閲覧。
2. ↑  南海電気鉄道株式会社 (2021年8月). “2021 HAND BOOK NANKAI”. p. 77. 2021年11月6日閲覧。
3. 1 2 3  南海電気鉄道株式会社 (2024年7月). “2024 HAND BOOK NANKAI”. p. 57. 2024年9月7日閲覧。